# Record of Lodoss War: Advent of Cardice
Record of Lodoss War: Advent of Cardice, conosciuto come Record of Lodoss War in Nord America e Europa, è un action RPG basato sull'anime Record of Lodoss War. Il videogioco pubblicato su Dreamcast, è l'unico videogioco ispirato alla saga di Lodoss War ad essere stato pubblicato al di fuori del Giappone.
Il gioco segue le avventure di un eroe, riportato in vita dallo stregone Wart per distruggere Kadis, sacerdotessa oscura della distruzione.
L'eroe è privo di memoria e durante il gioco tramite interazioni con altri personaggi pian piano recupererà la memoria e si scoprirà essere Beld: sovrano oscuro di Marmo, in passato amico di Farhn insieme a lui facente parte dei sette eroi della grande guerra. Successivamente diventato nemico del buon re di Valis per via della sua sete di conquista.